# جي زيب
جي زيب (بالإنجليزية: Gzip)‏ هو برنامج يستخدم في ضغط الملفات وفك ضغط البيانات. جي زيب اختصار لجنو زيب GNU zip ، وهو برنامج مجاني بديل لبرنامج Compress المستخدم في نسخ يونكس المبكرة، الهدف منه الاستخدام في مشروع جنو.
جي زيب صُنع من قبل جين لوب جيلي ومارك أدلر. وكانت النسخة الأولى منه كانت متاحة في 31 أكتوبر 1992 ، وتبتعه النسخة 1.0 في فبراير 1993 والنسخة الحالية منه هي 1.7 التي تم اصدارها في 28 مارس 2016